# Geriatria
Medicina geriátrica ou geriatria é o ramo da medicina que foca o estudo, a prevenção e o tratamento de doenças e da incapacidade em idades avançadas. O termo deve ser distinto de gerontologia, que é o estudo do envelhecimento em si.
Geriatras são médicos especializados no cuidado com o idoso e têm a sua formação variável em diferentes países, mas geralmente esta passa por uma formação generalista (medicina interna, medicina de família, etc.) e a seguir são treinados nos aspectos específicos da saúde do idoso. Em geral os geriatras têm de passar por um exame de qualificação para a especialização para obter um título ou certificado de especialista.

## Envelhecimento
O envelhecimento pode ser explicado por dois conceitos distintos:
1. Conceito Simplista: é o processo pelo qual o jovem se transforma em idoso.
2. Conceito Biológico: são fenômenos que levam à redução da capacidade de adaptação sobrecargas funcionais.

Com o envelhecimento, ocorre uma desordem da homeostenose – declínio estimado em algumas funções – e há uma maior vulnerabilidade à doenças como: infecções, doenças cardiovasculares, neoplasias malignas, dentre outras.
De acordo com a cronologia, em países em desenvolvimento o idoso é o indivíduo que tem 60 anos de idade ou mais. E em países desenvolvidos, o indivíduo que tem 65 anos de idade ou mais. Os indivíduos considerados muito idosos são aqueles que possuem 80/85 anos de idade ou mais. No entanto, com o intuito de permitir comparações mais diretas entre países, a Organização Mundial da Saúde tem normatizado a idade de 65 anos para pessoas provenientes tanto de países desenvolvidos como em países em desenvolvimento.
A capacidade funcional ao longo da vida vai reduzindo, na terceira idade é importante manter independência e prevenir incapacidade, por isso, reabilitar e garantir qualidade de vida. O processo natural de envelhecimento associado às doenças crônicas é o responsável pela limitação do idoso.
Nesta fase da vida é importante focar sempre na prevenção, pois nem sempre o indivíduo irá manifestar sintomas de doença, até o idoso aparentemente saudável requer cuidados, pois as manifestações de doenças nos idosos são: atípicas, subclínicas, os sintomas são inespecíficos e geralmente não relatados, o início é insidioso e é muito fácil “perder” um diagnóstico. As principais ocorrências no idoso são (os gigantes da geriatria - 5I: instabilidade, incontinência, iatrogenia, imobilidade e insuficiência): imobilidade, insuficiência cognitiva, iatrogenia, instabilidade e quedas, incontinência, delírio, demência e depressão.

## Objetivos da Geriatria
- Manutenção da Saúde em idades avançadas
- Manutenção da funcionalidade
- Prevenção de doenças
- Detecção e tratamento precoce
- Máximo grau de independência
- Cuidado e apoio durante doenças terminais
- Tratamentos seguros

## Prevenção de doenças nos idosos
O planejamento para a prevenção de doenças nos idosos consiste em:
- Corrigir os hábitos deletérios (alimentação não balanceada, inatividade física, tabagismo, obesidade, abuso de drogas);
- Propiciar diagnósticos e tratamento adequado das doenças;
- Usar medicamentos racionalmente (prescrição consciente, início e término, respeito à orientação, uso x abuso, evitar auto-medicação, efeitos “mágicos”);
- Equilibrar os ambientes emocionais;
- Ampliar a rede de suporte social(rede de apoio);
- Não deixar que o idoso crie expectativas. Rejeitar a fantasia do “rejuvenescimento ou da eterna juventude”;
- Estimular a prática de atividade física aeróbica, para o aumento de resistência, força e flexibilidade, bem como unir os benefícios físicos aos sociais;
- Adequar o ambiente doméstico, diminuindo assim o risco de acidentes como quedas e suas consequências, muitas vezes de prognóstico sombrio;
- Educar os cuidadores dos idosos dependentes, bem como reconhecer o seu adoecimento;
- Estar atento aos sinais de maus tratos e denunciá-los;

## Termos adicionais
- Senescência: envelhecimento normal
- Senilidade: envelhecimento patológico
- Gerontologia: estudo do envelhecimento